# 托里亚克
托里亚克（法語：Tauriac，法語發音：[toʁjak]）是法国吉伦特省的一个市镇，属于布莱区。该

## 地理
托里亚克（45°2'57"N, 0°30'9"W）面积10.51 平方千米，位于法国新阿基坦大区吉倫特省，该省份为法国西南部沿海省份，是法國本土面积最大的省，北起滨海夏朗德省，西临大西洋，南至朗德省，东南接洛特-加龍省，东临多爾多涅省。
与托里亚克接壤的市镇（或旧市镇、城区）包括：皮尼亚克、布尔、塞扎克、朗萨克、普里尼亚克和马尔康、圣洛朗达尔斯。
托里亚克的时区为UTC+01:00、UTC+02:00（夏令时）。

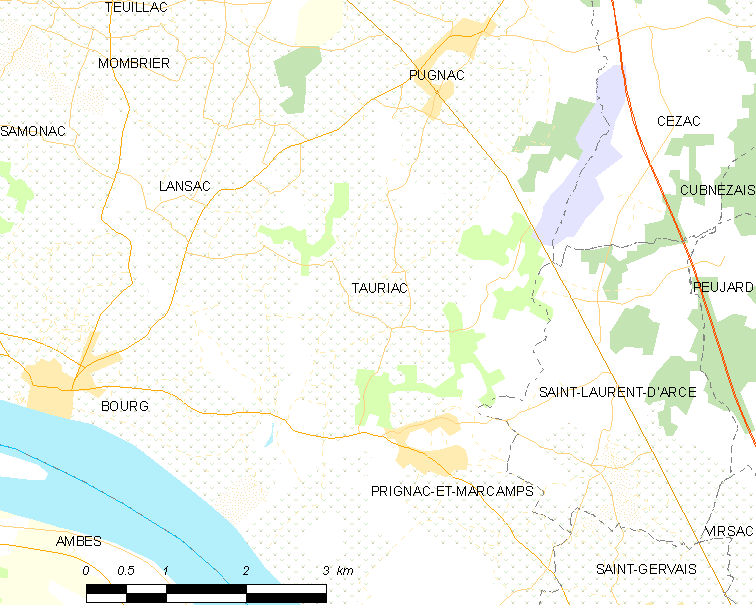
托里亚克的OSM定位图

## 行政
托里亚克的邮政编码为33710，INSEE市镇编码为33525。

## 政治
托里亚克所属的省级选区为河口县。

## 人口

1962-2008年间托里亚克人口变化图示

托里亚克于2022年1月1日时的人口数量为1330人。